# Lupta din Insula Șerpilor
La 24 februarie 2022, prima zi a invaziei rusești în Ucraina, Insula Șerpilor, o insulă ucraineană din Marea Neagră, cunoscută și sub numele de Insula Zmiinyi, a fost atacată și capturată de marina rusă, împreună cu întreaga sa garnizoană. Atacul a fost mediatizat pe scară largă atunci când un clip audio în care crucișătorul rus Moskva apelează prin radio garnizoana insulei, cerând capitularea acesteia și primind ca răspuns "navă de război rusă, du-te dracului", a devenit viral, împreună cu rapoartele inițiale inexacte privind moartea garnizoanei. Ulterior, s-a aflat că o navă civilă de căutare și salvare care încerca să evacueze soldații a fost, de asemenea, capturată împreună cu garnizoana. Nava, echipajul acesteia și cel puțin un soldat au fost ulterior eliberați în cadrul unor schimburi de prizonieri.

## Atacul
La orele 18:00, grănicerii ucraineni⁠(d) au transmis că Insula Șerpilor, aflată în apele teritoriale ucrainene din Marea Neagră, este atacată de nave rusești, în prima zi a invaziei ruse a Ucrainei. Crucișătorul Moskva și nava de patrulare Vasili Bîkov⁠(d) au fost implicate în atac, folosind tunurile de la bord.
Conform unei înregistrări audio difuzate de Ukraiinska pravda⁠(d), atunci când nava rusă s-a identificat și a cerut soldaților ucraineni staționați pe insulă să se predea, răspunsul lor a fost, textual în rusă Русский военный корабль, иди на хуй, transliterat: Russki voennîi korabl, idi na hui, în traducere: „Nava rusească să se ducă dracului”.
În aceeași seară, Serviciul de Grăniceri a declarat că comunicația cu insula a fost întreruptă și la ora 22:00 UTC (00:00 ora locală) a anunțat că forțele rusești au capturat insula după un bombardament naval și aerian care a distrus toată infrastructura de pe aceasta. Toții militarii ucraineni de pe insulă au fost capturați în timpul luptei, după ce au refuzat să se predea. Unul dintre soldații ucraineni a transmis live momentul în care nava rusească a deschis focul.
Informația inițială care a parvenit publicului a consemnat ca fiind pe insulă doar 13 grăniceri. În aceeași zi, președintele Volodîmîr Zelenskîi a anunțat că cei treisprezece grăniceri vor primi post-mortem titlul de Erou al Ucrainei, cea mai înaltă distincție militară ucraineană. Presa rusă a relatat că un grup de 82 de militari ucraineni de pe Insula Șerpilor care s-au predat au fost duși la Sevastopol. Informația a fost confirmată pe 28 februarie de Marina Ucraineană.

## Reacții

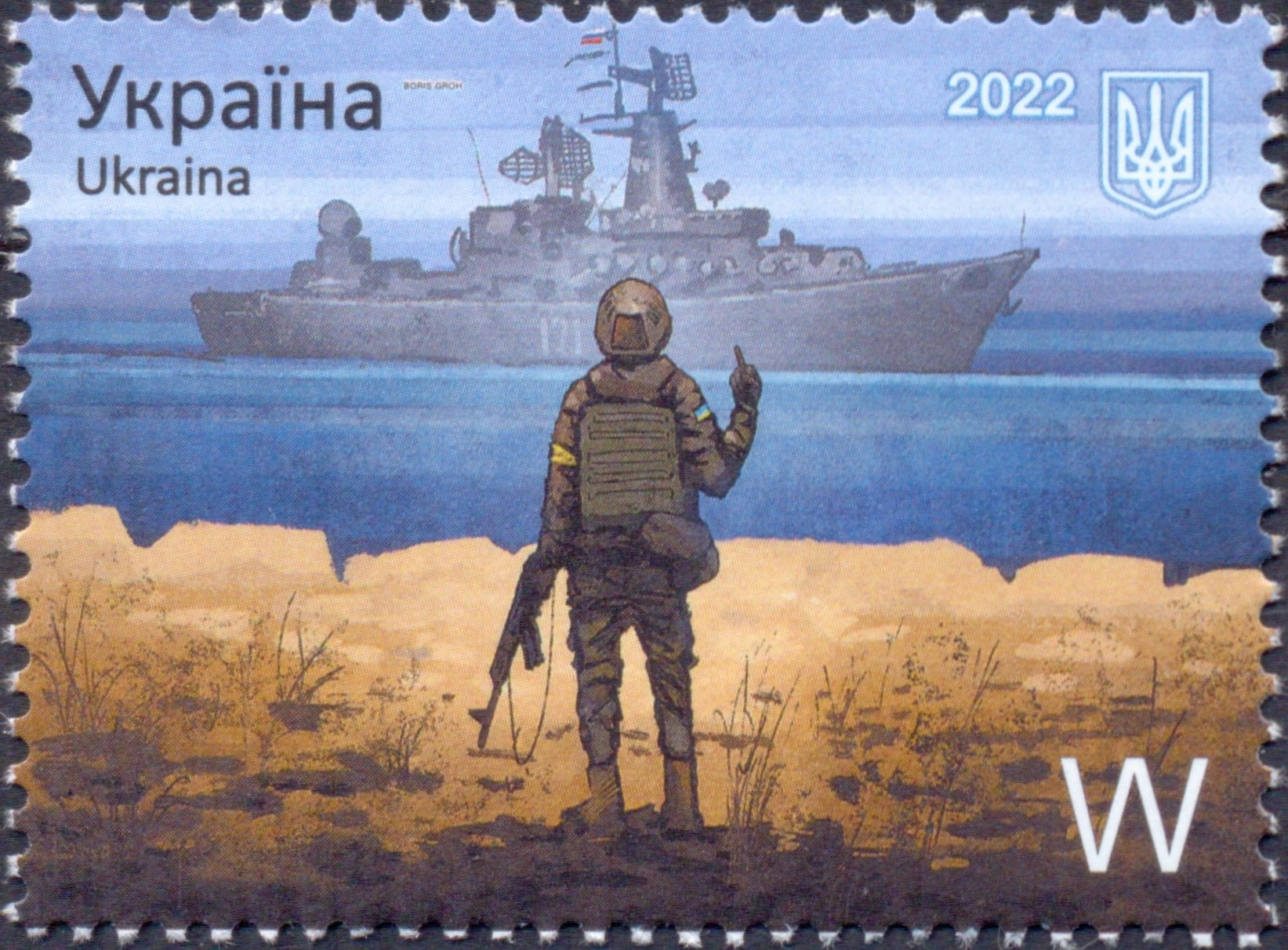
Timbru ucrainean, 12 aprilie 2022

În urma diseminării afirmației că grănicerii ucraineni au spus „Navă rusească, du-te dracului!”, expresia a devenit populară ca simbol al rezistenței. Aceste ultime cuvinte au fost consemnate ca expresie a eroismului și sfidării unui inamic puternic. Pe rețelele de socializare, ucrainenii au adoptat expresia ca strigăt de regrupare și a fost preluată de susținători ai Ucrainei din toată lumea. The Week⁠(d) a comparat expresia cu „Remember the Alamo” (pentru Texas).